# Lucky 7
Lucky 7 is een Canadees-Amerikaanse romantische televisiekomedie van Harry Winer uit 2003 met in de hoofdrollen Kimberly Williams-Paisley, Patrick Dempsey en Brad Rowe.

## Verhaal
Rachel Myer geeft op haar sterfbed allerlei adviezen voor een succesvol leven aan haar dochter Amy, die zeven jaar is. Een van de cruciale elementen is dat Amy zou trouwen met haar zevende vriendje. Wanneer ze echter smoorverliefd wordt op Daniel McCandles, de chronologische nummer zes, staat Amy voor een dilemma. Tot dan toe werkten immers al haar moeders adviezen en geplande tijdslijn prima. Ze besluit dan ook om iemand anders tot nummer zes te maken. Slachtoffer wordt Peter Connor, een voormalig beurshandelaar die zijn heil heeft gezocht in een kleine broodjeszaak.

## Rolverdeling
| Acteur                    | Personage        |
| ------------------------- | ---------------- |
| Kimberly Williams-Paisley | Amy Myer         |
| Patrick Dempsey           | Peter Connor     |
| Brad Rowe                 | Daniel McCandles |
| Brian Markinson           | Bernie Myer      |
| Gail O'Grady              | Rachel Myer      |
| Lochlyn Munro             | Ray              |
| Michelle Harrison         | Maya             |
| Jennifer Copping          | Lara             |
| Aaron Douglas             | Steven           |